# Херсонские епархиальные ведомости
Херсо́нские епархиа́льные ве́домости — газета Херсонской епархии, выходившая в Одессе с 1860 по 1918 год. Одно из первых периодических изданий органов местных православных епархий в Российской империи.

## История
Инициатива создания официальных периодических изданий православных епархий в Российской империи принадлежала архиепископу
Херсонскому и Таврическому Иннокентию (Борисову), разработавшему совместно с херсонским епархиальным руководством программу развития таких изданий и содействовавшем её утверждению Святейшим синодом в конце 1850-х годов.
«Херсонские епархиальные ведомости» (первый номер вышел 1 июля 1860 года), наряду с «Ярославскими епархиальными ведомостями» (первый номер вышел 16 апреля 1860 года), являлись одним из первых изданий, заложившим традицию официальных органов местных епархий в Российской империи.

## Содержание
Газета состояла из двух частей: официальной и неофициальной. В 1901—1905 годах неофициальная части выходила под названием «Прибавления к „Херсонским епархиальным ведомостям“».
Официальная часть публиковала правительственные распоряжения, распоряжения Святейшего синода, руководства херсонской епархии и т.п.
Неофициальная часть издания содержала исследования и материалы, посвящённые повседневной жизни православного духовенства Херсонщины и Южной Украины, историко-статистические описания местных приходов, сочинения по истории церкви и т. п. Размещались также труды по этнографии, археологии и статьи на актуальные темы духовной, культурно-образовательной и общественной жизни, богословские труды, воспоминания, некрологи, заметки эпистолярного жанра.
В издании публиковались изыскания, материалы и документы посвящённые жизни и деятельности церковных деятелей, в частности Гавриила (Бэнулеску-Бодони), Евгения (Вулгариса), Платона (Любарского), Карпа Павловского, Гавриила (Розанова), Авмросия Серебренникова, Феофила (Татарского) и др. Размещались материалы по истории Александрийского уезда Херсонской губернии, городов Вознесенск, Новогеоргиевск, Новомиргород, Очаков и др. Рассматривалась история сектантских движений, в частности штундистов и молокан. значительное внимание уделялось истории христианства с античных времён и периода средневековья в Северном Причерноморье.
В качестве дополнений издавались брошюры и листовки религиозного содержания, отчёты съездов местного духовенства.

## Авторы, сотрудничавшие с изданием
В Херсонских епархиальных ведомостях публиковались М. Гребинский, В. Григорович, И. Знаменский, И. Зубов, архиепископ Иннокентий (Борисов), В. Лобачевский, Е. Логинов, О. Манжелей, М. Мурзакевич, В. Никифоров, И. Палимсестов, С. Патенко, М. И. Петров, С. Серафимов, К. Соколов, Г. Судковский, П. Чехович, П. Юрченко, В. Ястребов и ряд других
.